# Стан (фільм)
Статок (англ. The Fortune) — американська комедія 1975 року.

## Сюжет
Початок двадцятого століття. Два афериста Нікі та Оскар старанно домагаються багатої спадкоємиці Фредерики в надії дістати її стан. Щоб досягти своєї мети, вони готові вижити Фредеріку з будинку, одружитися з нею або навіть убити. Однак на шляху шахраїв трапляється багато несподіваних перешкод.

## У ролях
| Актор           | Роль         |
| --------------- | ------------ |
| Воррен Бітті    | Нікі         |
| Джек Ніколсон   | Оскар        |
| Стокард Ченнінг | Фредді       |
| Йен Вульф       | суддя        |
| Роуз Мічтом     | його дружина |
| Брайан Ейврі    | стюард       |
| Флоренс Стенлі  | місіс Гулд   |
| Даб Тейлор      | Том          |
| Кетлін Адамс    | дівчина      |
| Крістофер Гест  | хлопець      |